# Possessor
Possessor är en kanadensisk kroppsskräckfilm från 2020, regisserad av Brandon Cronenberg.
Filmen handlar om en hemlighetsfull organisation som använder en teknik med en slags hjärnimplantat för att styra andra människors kroppar. Detta använder de för att få människorna att begå lönnmord å sina klienters vägnar.

## Rollista (i urval)
- Andrea Riseborough – Tasya Vos
- Christopher Abbott – Colin Tate
- Jennifer Jason Leigh – Girder